# Procédé à la vapeur de sodium
Le procédé à la vapeur de sodium (parfois appelé écran jaune) est une technique photochimique utilisée en cinématographie pour combiner des acteurs et des images d'arrière-plan. C'est l'une des méthodes d'incrustation connu sous les noms d'écrans bleu ou vert. Ce procédé est né au Royaume-Uni à la fin des années 1950 et a été largement utilisé par Walt Disney Productions dans les années 1960 et 1970 comme alternative au processus d'écran bleu plus courant. Wadsworth E. Pohl est crédité de l'invention ou du développement de ces deux procédés (Brevet US3133814A), et a reçu avec Ub Iwerks et Petro Vlahos un Oscar en 1965 pour l'utilisation de ce procédé dans le film Mary Poppins (1964),,,.

## Principe
Le processus assez simple dans son principe l'est moins dans sa bonne mise en œuvre. Un acteur est filmé en train de jouer devant un écran blanc éclairé par de puissantes lampes à vapeur de sodium. Une telle lumière possède une étroite bande de longueurs d'onde qui tombe parfaitement dans une encoche chromatique des différentes sensibilités aux couleurs du film ; de sorte que la couleur jaune impaire ne s'enregistre pas sur les couches rouge, verte ou bleue. Cela permet d'utiliser l'ensemble des couleurs non seulement dans les costumes, mais aussi dans le maquillage et les accessoires.
Une caméra avec un prisme séparateur de faisceau est utilisée pour exposer deux éléments de film séparés. L'élément principal est un film négatif couleur ordinaire qui n'est pas très sensible à la lumière du sodium, et l'autre un film noir et blanc à grain fin particulièrement sensible à cette lumière.
Ce deuxième élément de film est utilisé pour créer un cache, ainsi qu'un contre-mate, à utiliser lors de la composition sur une imprimante optique. Ces caches complémentaires permettent d'isoler proprement les divers éléments de l'image, de sorte qu'au fur et à mesure qu'ils sont réexposés sur un seul morceau de négatif, l'un après l'autre et à la manière d'un puzzle, les différentes images n'interfèrent pas (comme ils utiliseraient une simple double exposition). L'acquisition de l'élément de film mat (en tant qu'original de première génération) en même temps que l'action en direct s'adapte bien mieux à l'impression optique, car elle nécessite moins de générations de film séparées et en double que l'écran bleu (bien que les deux processus dégradent l'image et introduisent plus d’« erreurs » dans le cache résultant) dans le processus d'obtention de caches suffisamment denses. Cette précision accrue rend finalement les « lignes » mates presque invisibles, bien que, comme avec l'écran bleu, son utilisation puisse se révéler par une séparation dure ou une coloration et un contraste non assortis entre les éléments, ou dans ce cas, une frange blanche/jaune révélatrice.
Le studio Disney a fabriqué une caméra à vapeur de sodium. L'appareil photo était un appareil photo à trois bandes Technicolor inutilisé et modifié pour utiliser deux films et utilisait des objectifs normaux pour le rapport d'aspect conventionnel de 1,85:1. Développées pour la première fois en 1932, les caméras à trois bandes Technicolor faisait passer trois rouleaux de film noir et blanc devant un séparateur de faisceau et un prisme pour obtenir trois bandes de film, une par couleur primaire. En 1952, Eastman Kodak a présenté son film négatif couleur, Eastmancolor, qui a conduit à l'arrêt de l'emploi des caméras Technicolor à Hollywood en 1954.
Au moment de son utilisation, le procédé au sodium a donné des résultats plus propres que le fond bleu, qui était sujet à un déversement de couleur notable (une teinte bleue sur les bords du cache). La précision accrue a permis de composer des matériaux avec des détails plus fins, tels que les cheveux ou le chapeau voilé de Mary Poppins. Il était également utile que la lumière « jaune de sodium » (et son élimination via le système de cache/contre-cache) ait un effet négligeable sur les tons de peau humains. Au fur et à mesure que le procédé de l'écran bleu s'améliorait, le procédé à la vapeur de sodium a été abandonné, son écran et ses lampes monopolisant d'immenses studios et entraînant un coût plus élevé.
Eustace Lycett explique que d'habitude le studio Disney utilisait le fond jaune pour intégrer les peintures de cache/contre-cache aux images mais pour le film Le Trou noir (1979) l'usage d'images anamorphiques a obligé le studio à modifier le procédé. Parmi les formats anamorphiques les plus courants figurent le Panavision et CinemaScope. La transition au format anamorphique n'a pas été possible et le studio a opté pour la technologie du fond bleu.

## Utilisation
La première utilisation du processus était dans le Plain Sailing de la J. Arthur Rank Organisation en 1956.  Il a été utilisé dans le court métrage d'animation Disney Donald et la Roue (1961) et les films La Fiancée de papa (1961), Mary Poppins (1964) et L'Apprentie sorcière (1971). Il a également été utilisé pour le film de Ray Harryhausen L'Île mystérieuse (1961), produit par Columbia Pictures . Les Oiseaux (1963) d'Alfred Hitchcock produit par Universal Studios a utilisé un écran jaune, sous la direction de l'animateur de Disney Ub Iwerks, dans des plans de voyage en matte avec des ailes d'oiseaux battant rapidement.
Le procédé a été utilisé dans les années 1970 pour des scènes dans L'Île sur le toit du monde (1974), Gus (1976), Le Gang des chaussons aux pommes (1975), Un vendredi dingue, dingue, dingue (1977), La Montagne ensorcelée (1975), Peter et Elliott le dragon (1977) et Le Trou noir (1979). Sa dernière utilisation connue est dans le film de 1990 Dick Tracy (1990).